# Anatra Anasal
Anatra Anasal – rosyjski dwumiejscowy samolot rozpoznawczy z okresu I wojny światowej.

## Historia
Samolot Anatra Anasal (zwany także Anatra DS), oblatany 25 lipca?/7 sierpnia 1916, był drugą samodzielną konstrukcją (po modelu Anatra Anade) odeskiej wytwórni Anatra Aviacionnyj Zawod, powstałą pod kierownictwem francuskiego inż. Decana. Nazwa płatowca powstała na skutek połączenia skrótów nazw wytwórni (Ana) i producenta silnika (sal - od Salmson). Produkcja seryjna ruszyła dopiero na początku 1917 roku i do momentu wybuchu rewolucji październikowej wyprodukowano ok. 70 sztuk tych maszyn. Na mocy traktatu brzeskiego, zawartego w marcu 1918 roku, Odessa trafiła pod okupację armii austro-węgierskiej, która nakazała dalszą produkcję samolotu, zamawiając 200 egzemplarzy pod nazwą Anatra C.I. Do września 1918 roku odebrano 114 maszyn, a po rozpadzie Austro-Węgier zamówienie anulowano.
Ulepszona wersja tego płatowca, określana jako Anatra DSS, różniła się nieznacznie wymiarami i zastosowaniem innej odmiany silnika Salmson 9 o mocy podwyższonej do 118 kW (160 KM).

## Konstrukcja
Był to dwumiejscowy dwupłat o konstrukcji całkowicie drewnianej. Kadłub o przekroju prostokątnym, zaokrąglony na grzbiecie, kryty sklejką, z jesionowymi podłużnicami. Płaty bez wzniosu, o skosie 4°30', konstrukcji drewnianej, o płóciennym pokryciu. Słupki łączące płaty wykonane z drewna sosnowego. Lotki tylko na płacie górnym, usterzenie klasyczne drewniane. Podwozie z rur stalowych o przekroju kroplowym, dwukołowe, z tylną płozą ogonową. Śmigło dwułopatowe, drewniane. Napęd stanowił chłodzony wodą 9-cylindrowy silnik gwiazdowy Salmson 9 o mocy 110 kW (150 KM), osłonięty wypukłymi pokrywami. Zbiornik paliwa metalowy, podzielony na trzy sekcje połączone zaworami systemu Jabłońskiego, zapobiegającymi opróżnieniu całości zbiornika w przypadku przestrzelenia. Chłodnica skrzynkowa, umieszczona przed krawędzią natarcia górnego płata.
Uzbrojenie stanowił Vickers 7,7 mm z synchronizatorem typu Decan oraz ruchomy karabin maszynowy Lewis kal. 7,7 mm obserwatora. Samolot mógł również zabrać do 50 kg bomb.

## Służba
Samoloty Anatra Anasal były używane przez lotnictwo rosyjskie na froncie zachodnim w 1917 roku, a później także przez białogwardzistów oraz lotnictwo Armii Czerwonej podczas wojny domowej i wojny polsko-bolszewickiej w latach 1919–1920. Od marca 1918 roku używane były także do obserwacji i szkolenia przez lotnictwo Austro-Węgier. Po wojnie 23 egzemplarze służyły w lotnictwie czechosłowackim, a 8 w lotnictwie węgierskim.

### Służba w lotnictwie polskim
W lotnictwie polskim służyły cztery egzemplarze samolotów Anatra Anasal. Jeden znajdował się w marcu 1918 roku na stanie I Polskiego Oddziału Awiacyjnego II Korpusu Polskiego gen. Józefa Hallera, zaś dwa egzemplarze w marcu 1919 roku znalazły się na wyposażeniu eskadry lotniczej 4 Dywizji Strzelców Polskich. Czwarty znany egzemplarz (numer 815) zdobyty został przez polską piechotę 19 kwietnia 1919 roku na stacji kolejowej w Wilnie i używany był w 1 eskadrze wywiadowczej od maja do lipca 1919 roku. Według niepotwierdzonych danych podczas przejmowania w październiku 1918 roku poaustriackich lotnisk Hureczko w Przemyślu i Lewandówka we Lwowie zdobyto tam 6 sztuk samolotów Anasal, które służyły do 1921 roku.

## Egzemplarze muzealne
Do naszych czasów zachował się jeden egzemplarz samolotu Anatra Anasal (numer boczny 11120) w Muzeum Lotnictwa Kbely w Pradze.